# A or B
『A or B』(エー・オア・ビー)は中島美嘉の43枚目のシングル。

## 解説
シングルとしては同年発売の『恋をする』より約8ヶ月振りとなる。
「A or B」は2つある選択肢の中で揺れ動く恋心を描いたラブソングとして仕上がっており、ジャケットそのものも楽曲の世界観にあわせてその揺れ動く恋心を『雨』と『晴れ』の相反する天気で表現し、その気持ちを表すように中島がブランコに乗る形になっている。
「Happy life」は配信限定のみでの発売だったが、本シングルにて初のCDがなされており、こちらは小林武史プロデュースの楽曲となり、中島としては小林をプロデューサーに迎えるのは初の事となり、Salyuとのコラボレーションとなっている。
「A or B」のミュージック・ビデオはヨーロッパのような街並みを舞台とし、そこで中島がそれぞれ「A」と「B」の2つの役柄を演じており、こちらもジャケット同様、楽曲の世界観に沿うようなストーリー仕立てとなっているとの事。また、中島は「A」と「B」それぞれが対照的な人物像になるように意識して演じたのだと言う。

## 収録曲
1. A or B
作詞・作曲：jam note / 編曲：MANABOON, 木村佳代子
2. Happy life
作詞：安藤裕子, 小林武史 / 作編曲：小林武史
東京メトロCM「Find my Tokyo.」「浦安_もう1つのテーマパーク」篇CMソング

## 収録アルバム
A or B
- 『雪の華15周年記念ベスト盤「BIBLE」』
- 『JOKER』

Happy life
- 『雪の華15周年記念ベスト盤「BIBLE」』
- 『JOKER』
- 『Takeshi Kobayashi meets Very Special Music Bloods』